# Strenznaundorf
Strenznaundorf is een plaats en voormalige gemeente in de Duitse deelstaat Saksen-Anhalt, en maakt deel uit van de Landkreis Salzlandkreis.
Strenznaundorf telt 481 inwoners.